# 裏海七鰓鰻屬
裏海七鰓鰻屬，是七鰓鰻目七鰓鰻科的其中一屬，原產於東歐以及西亞和中亞部分地區，是一种以动物尸体为食的非寄生七鰓鰻。

## 描述
裏海七鰓鰻平均体长约40厘米。已知记录的最长样本是55厘米长，重206克。外观体色为银灰色。口部如圓盤狀，具角質化的牙齒。眼睛附近有一个鼻孔。头部具有七个鰓孔。具有两个细长的背鳍，其中最后面的背鳍几乎与小尾鳍相连。

## 分類
本屬原僅有一屬一種，但經系統發育研究表明，以前被分類在Eudontomyzon中的hellenicus和graecus也屬於該屬，故目前其下分為一屬3個種：
- 希臘裏海七鰓鰻(Caspiomyzon graecus )：又稱希臘雙齒七鰓鰻(Renaud & Economidis, 2010) (validity doubtful, may be junior synonym of C. hellenicus)
- 海倫裏海七鰓鰻(Caspiomyzon hellenicus)：又稱海倫雙齒七鰓鰻 (Vladykov, Renaud, Kott & Economidis), 1982 (Greek brook lamprey)
- 裏海七鰓鰻(Caspiomyzon wagneri) (Kessler, 1870) (Caspian lamprey)